# Lång-Slumptjärnen
Lång-Slumptjärnen är en sjö i Bodens kommun i Norrbotten och ingår i Råneälvens huvudavrinningsområde.